# Andrés Grasset de Saint-Sauveur
Andrés Grasset de Saint-Sauveur (3 de abril de 1758 - 2 de septiembre de 1792), generalmente conocido como André Grasset, fue un sacerdote católico francés nacido en Canadá que fue martirizado por su fe en la ciudad de París durante la Revolución Francesa. En 1926 se convirtió en el primer individuo nacido en Canadá en ser beatificado.

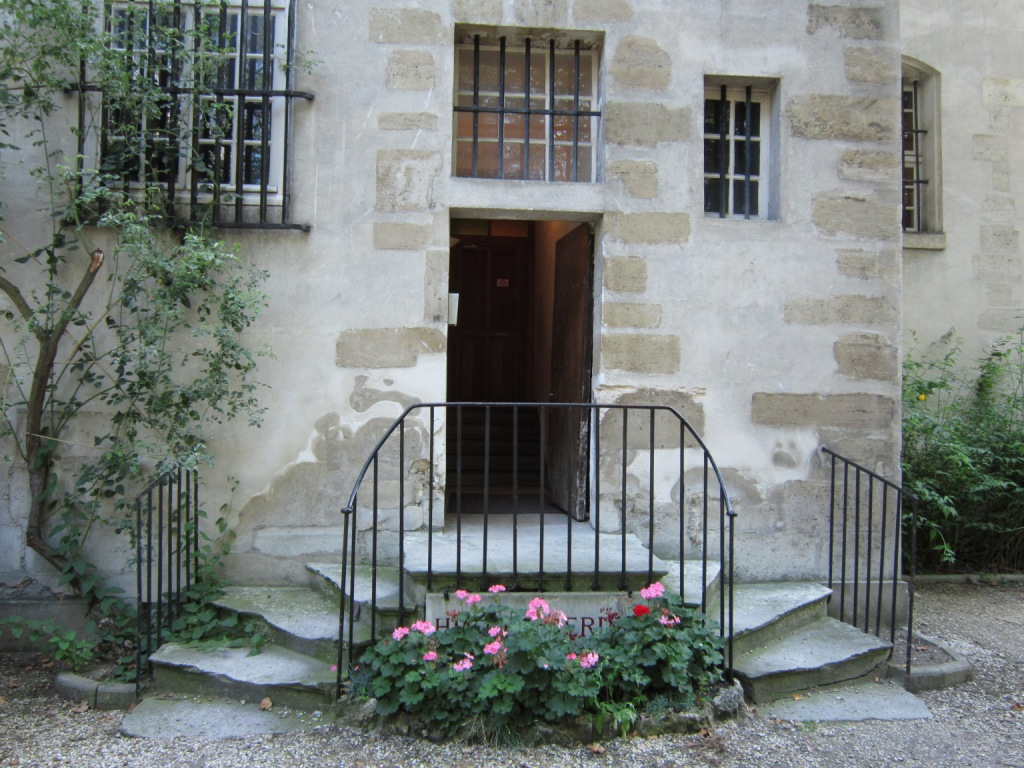
Escalera de los mártires, Iglesia Saint-Joseph-des-Carmes, Francia

## Biografía
Nació en Montreal, hijo de un inmigrante proveniente de Montpellier, Francia, André Grasset de Saint-Sauveur padre (1720-1794). Había llegado a Canadá (entonces conocida como Nueva Francia) para ser secretario del Gobernador general de Nueva Francia.Después de la muerte de su primera esposa, se volvió a casar con Marie-Josephte Quesnel-Fonblanche  con la que tuvo cinco hijos, de los cuales Andrés fue el segundo.  En 1764, a la edad de seis años, acompañó a su padre, quien decidió regresar a Francia tras el Tratado de París de 1763. Vivían en Calais. Estudió en el Collège Sainte-Barbe de París, luego entró al seminario en Sens,siendo ordenado allí en el año de 1783. 
En 1791, la Asamblea Nacional Constituyente obligó a todos los miembros del clero, bajo pena de muerte, a firmar la Constitución Civil del Clero, que anularía su lealtad al Papa y los convertiría en servidores del Estado. Aunque un pequeño número de obispos y sacerdotes accedieron, la mayoría se negó a firmar. Grasset encontró refugio con los Padres Eudistas en la Maison des Tourettes, pero fue capturado en 1792 y encarcelado en el antiguo convento carmelita ahora conocido como la Prisión Carmes.
El día 2 de septiembre de 1792, junto con 3 obispos y otros 92 sacerdotes también detenidos en la prisión, se les pidió nuevamente que firmaran la Constitución Civil, pero todos respondieron que su conciencia se lo prohibía. Luego, los guardias mataron a los 96 clérigos, utilizando bayonetas, espadas y púas, y sus cadáveres fueron arrojados a las zanjas y desagües alrededor de París.
Además, 72 sacerdotes del Seminario de Saint-Firmin, 21 de la Abadía de Saint-Germain y 3 de la Prisión de la Force fueron asesinados de una manera parecida.  En los días siguientes fueron asesinadas unas 1400 personas en esa región.

## Beatificación
Andrés Grasset fue declarado Venerable por el Papa Pío XI mediante el Decreto de Martirio del 1 de octubre de 1926y estuvo entre los 188 obispos, sacerdotes, monjes, monjas y laicos beatificados como los Santos Mártires de Septiembre el 17 de octubre de 1926, siendo la primera persona nacida en Canadá en ser beatificada.

## Homenajes
El Collège André-Grasset, una institución postsecundaria en Montreal, fue fundada en su honor por los sulpicianos en 1927.
El altar de la Capilla del Santísimo Sacramento en la Basílica de Notre Dame, en Montreal, está dedicado a los mártires de la revolución. En la basílica también se encuentra un vitral con la imagen de Andrés Grasset.